# La Brosse-Montceaux
La Brosse-Montceaux je francouzská obec v departementu Seine-et-Marne v regionu Île-de-France. V roce 2012 zde žilo 750 obyvatel.

## Poloha obce
Obec leží u hranic departementu Seine-et-Marne s departementem Yonne, tedy i u hranic regionu Île-de-France s regionem Burgundsko. Sousední obce jsou: Barbey, Cannes-Écluse, Diant, Esmans, Marolles-sur-Seine, Montmachoux a Villeneuve-la-Guyard (Yonne).

## Vývoj počtu obyvatel
Počet obyvatel